# Solčavski govor
Solčavski govor (solčavsko podnarečje) je posebna oblika zgornjesavinjskega narečja slovenščine in spada v štajersko narečno skupino. Govori se v Solčavi in njeni okolici ter v  Logarski dolini.  Je najzahodnejše od vseh narečij v štajerski narečni skupini in vsebuje precej vplivov iz koroške narečne skupine.